# Гашимов, Азер Расим оглы
Азер Расим оглы Гашимов (азерб. Həşimov Azər Rasim oğlu; 6 ноября 1984, Мингячевир, Азербайджанская ССР, СССР) — азербайджанский футболист, амплуа — полузащитник. Выступает в составе команды первого дивизиона чемпионата Азербайджана — ФК «Карван» из города Евлах.

## Биография
Азер Гашимов начал заниматься футболом в возрасте 11 лет, в детской футбольной школе родного города Мингячевира, под руководством тренера Эльбруса Исмаилова. Провел в данной школе 5 лет. В 2003—2004 годах был призван на действительную воинскую службу в ряды вооруженных сил Азербайджана. Женат.

## Клубная карьера
В 1999 году, в возрасте 15 лет, начал выступать за клуб «Улдуз» из города Мингячевира, выступающий в любительской лиге чемпионата Азербайджана. Провел в этом клубе 3 года. Далее был призван в армию и за время прохождения воинской службы защищал цвета бакинского клуба «Адлийя», представляющего в любительской лиге Министерство Юстиции Азербайджанской Республики. В 2004 году переходит в мингячевирскую команду «Энергетик», выступающую в первой лиге.
С 2005 года, в течение последующих 6 лет Гашимов находится в составе ФК «Габала», которая в начале называлась «Гёй-гёль», а с зимы 2005 года — «Гилан» и представляла в первой лиге город Ханлар (ныне город Гёйгёль). В 2006 году команда поменяла своё название на нынешнее — «Габала», и перебазировалась в одноименный город.
В 2010 году, будучи ещё игроком «Габалы», Азер на правах аренды, заключает шестимесячный контракт с ФК «Шамкир», а в 2011 году переходит на тот же срок в бакинский МОИК.
В 2011 году, получив статус свободного игрока, подписывает контракт с клубом первого дивизиона — ФК «Нефтчала», где играет до 2013 года. Летом 2013 года подписывает годичный контракт с другим представителем первого дивизиона — ФК «Карван» из города Евлах.

## Сборная Азербайджана
В 2005 году был призван на сборы олимпийской сборной Азербайджана.

## Достижения
- 1999 — чемпион любительской лиги в составе ФК «Улдуз» Мингячевир.
- 2000 — чемпион любительской лиги в составе ФК «Улдуз» Мингячевир.
- 2000 — победитель Кубка любительской лиги в составе ФК «Улдуз» Мингячевир.
- 2003 — чемпион любительской лиги в составе ФК «Адлийя» Баку.
- 2004 — серебряный призёр первой лиги в составе ФК «Энергетик».
- 2005 — чемпион первой лиги в составе ФК «Гилан» Ханлар.
- 2012 — серебряный призёр первого дивизиона в составе ФК «Нефтчала».
- 2013 — бронзовый призёр первого дивизиона в составе ФК «Нефтчала».